# Na skrzyżowaniu wichrów
Na skrzyżowaniu wichrów (est. Risttuules) – estoński dramat filmowy z 2014 roku w reżyserii Martti Helde.

## Historia
Scenariusz filmu został na listach i pamiętnikach pisanych przez Ernę. Opowiada o przymusowej deportacji na Syberię estońskiej rodziny przez ZSRR podczas deportacji przeprowadzonej w czerwcu 1941 roku. Film trwa 70 minut i ukazuje 21 scen z życia Erny nakręconych w formie tableaux vivants (żywych obrazów). Film jest czarno-biały. Muzykę skomponował Pärt Uusberg.

## Obsada
- Einar Hillep jako przewodniczący kołchozu[3]
- Ingrid Isotamm jako Hermiine[3]
- Laura Peterson jako Erna Tamm[3]
- Mirt Preegel jako Eliide[3]
- Tarmo Song jako Heldur[3]

## Nagrody
- 2015: Wyróżnienie jury i nagroda publiczności na Festival International de Cinema de Tarragona[1]
- 2015: Wyróżnienie na Angers European First Film Festival[1]
- 2015: Nagroda publiczności na Międzynarodowym Festiwalu Filmowym w Göteborgu[1]
- 2015: Nagroda publiczności na Międzynarodowym Festiwalu Filmowym w Melbourne[1]
- 2015: Nagroda Forward Future na Międzynarodowym Festiwalu Filmowym w Pekinie[1]
- 2014: Nagroda dla najlepszego estońskiego filmu na Tallinn Black Nights Film Festival[1]
- 2014: Nominacja do nagrody Złoty Aleksander w Międzynarodowym Festiwalu Filmowym w Salonikach[4]
- 2014: Nagroda jury ekumenicznego na Warszawskim Festiwalu Filmowym[1]